# Аллисон, Грэхам
Грэхам Тиллетт Аллисон (англ. Graham Tillett Allison Jr.; 23 марта 1940, Шарлотт, Северная Каролина, США) — известный американский политолог, ведущий аналитик американской политики национальной безопасности, первый декан Высшей школы государственного управления имени Джона Ф. Кеннеди при Гарвардском университете, директор Центра по науке и международным отношениям имени Белфера и почётный профессор государственного управления имени Дугласа Диллона. Работал специальным советником министра обороны при президенте Рейгане и заместителем министра обороны при президенте Клинтоне.

## Биография
Грэхам Тиллетт Аллисон младший родился 23 марта 1940 года в США в штате Северная Каролина. В 1962 году закончил Гарвардский университет с отличием, два года учился в Оксфордском университете, затем снова вернулся в Гарвардский университет, чтобы получить степень доктора наук в области философии и политологии, чего он и добился в 1968 году.
Его академическая карьера начала складываться в Гарвардском университете, где он работал как доцент с 1968 года, затем как адъюнкт-профессор с 1970 года, а с 1972 года как профессор в отделе Правительства. Стал первым деканом Высшей школы государственного управления имени Джона Ф. Кеннеди при Гарвардском университете в 1977 и занимал эту должность до 1989 года. За это время школа увеличилась в размере на 400 %, а её снабжение улучшилось на 700 %. Также доктор Алисон был членом Центра Специальных исследований (1973—1974), консультантом корпорации РЭНД, членом Совета по Международным отношениям, членом Трёхсторонней комиссии (1974—1984), работал специальным советником министра обороны при президенте Рейгане и заместителем министра обороны при президенте Клинтоне.
Грэхам Т. Аллисон был в большой степени вовлечён в американскую политику обороны, начиная с работы советника и консультанта Пентагона в 1960-х. Он был членом Совета по внешней политике Министра обороны с 1985 года, специальным советником Министра обороны (1985—1987), скоординировал стратегию и политику по отношению к государствам прежнего Советского Союза. Президент Билл Клинтон наградил Аллисона медалью за то, что он «изменил отношения с Россией, Украиной, Белоруссией и Казахстаном, что способствовало уменьшению прежнего советского ядерного арсенала». Он был также неофициальным советником кампании по выборам президента Майкла Дукэкиса в 1988 году, членом комиссии МАГАТЭ. В первой половине 1990-х годов Аллисон занимал пост заместителя министра обороны США. Доктор Аллисон был организатором Комиссии по Национальным интересам Америки (в 1996 и 2000 годах), которая включала ведущих сенаторов и специалистов по национальной безопасности со всех концов страны, в том числе прежних сенаторов Сэма Нанна и Боба Грэма, сенаторов Джона Маккэйна и Пэта Робертса, Кондолизу Райс, Ричарда Армитиджа и Роберта Эллсуорта.
В настоящее время Грэхам Т. Аллисон является директором Центра по науке и международным отношениям им. Белфера и почетным профессором государственного управления им. Дугласа Диллона. Он относится к числу классиков современной политологии, обучение у него прошли многие известные сегодня высокопоставленные политики, дипломаты, государственные деятели как США, так и многих других стран.

## Научная деятельность

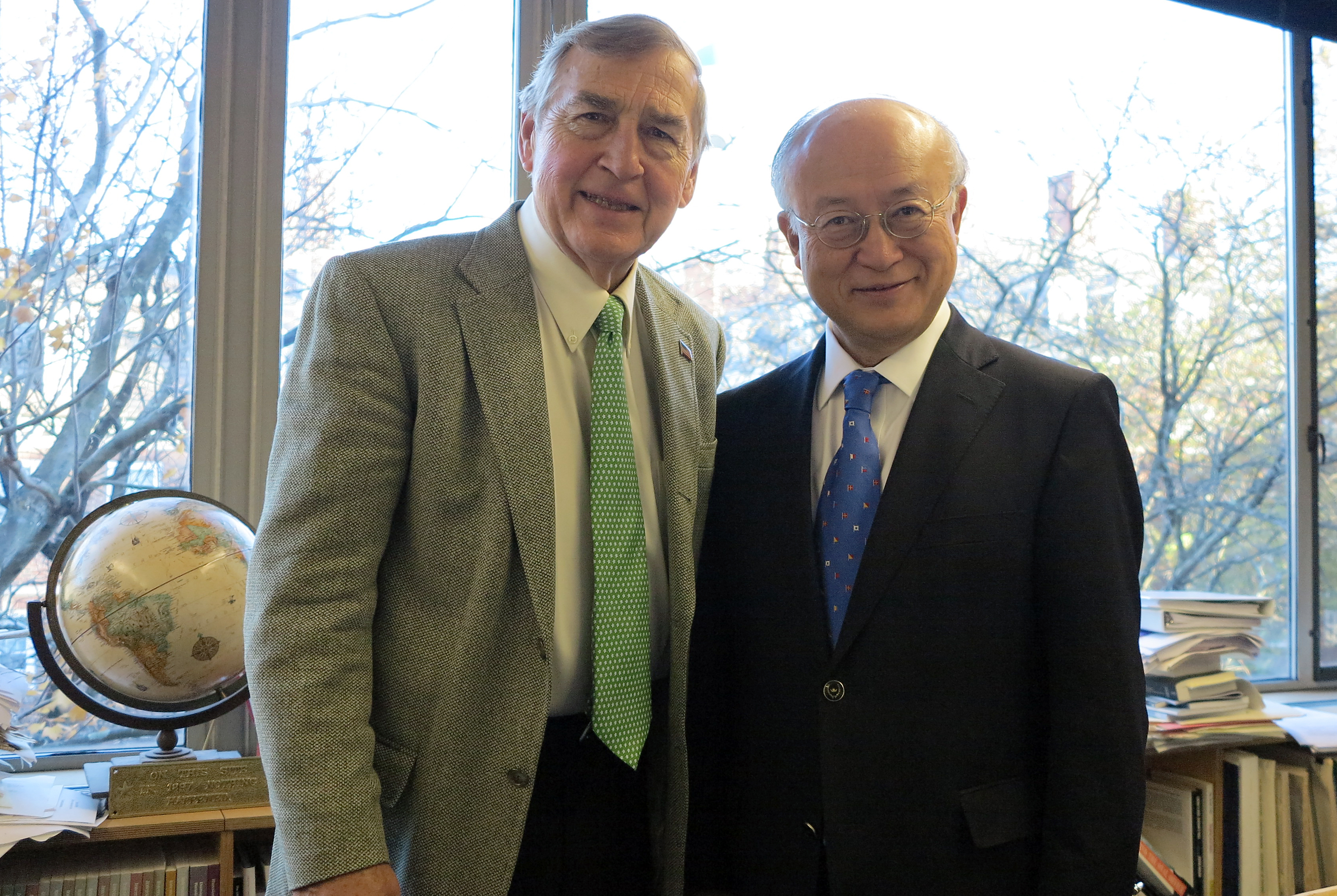
Аллисон (слева) и Юкия Амано в 2013 году

В своих научных работах Грэхам Т. Аллисон поднимает важные вопросы конца XX века, в том числе связанные с разрешением Кубинского ракетного кризиса, с угрозой получения террористами ядерного оружия и его применения, ставит проблему использования экстремистскими неправительственными организациями ядерного оружия, рассматривает комплекс мер, который должен быть принят как на национальном, так и на международном уровне для предотвращения ядерного терроризма, констатирует необходимость предотвращения ядерного терроризма, которое должно «стать абсолютным национальным приоритетом».
Грэхам Т. Аллисон получил известность и признание ещё в начале 1970-х годов своим фундаментальным трудом «Сущность решения: Объяснение кубинского ракетного кризиса» (Essence of Decision: Explaining the Cuban Missile Crisis), в 1999 году она была переиздана. В этой книге Грэхам Т. Аллисон развивает две новые технические парадигмы организационную модель процесса и бюрократическую модель политики, пытаясь конкурировать с распространённым тогда подходом понимания принятия решения во внешней политике. «Сущность решения…» стремительно реконструировала исследование принятия решения в политологии и вне её. Доктор Аллисон также является автором и многих других серьёзных работ по проблемам международной безопасности, в частности в работе «От холодной войны к трёхстороннему сотрудничеству в азиатско-тихоокеанском регионе. Сценарии развития новых отношений между Японией, Россией и Соединёнными Штатами», которая была написана в начале августа 1992 года, он описывает проблему с точки зрения необходимости преодоления советской ядерной угрозы. В последние годы наиболее важной проблемой для доктора Аллисона является угроза ядерного терроризма. В своей книге «Ядерный Терроризм: Окончательная Предотвратимая Катастрофа», которая теперь переиздана третий раз и была отобрана Нью-Йорк Таймс как одна из «100 самых известных книг 2004 года», он поднимает вопросы, связанные с угрозой получения террористами ядерного оружия и его применения. Аллисон рассматривает также комплекс мер, который должен быть принят как на национальном, так и на международном уровне для предотвращения ядерного терроризма.
Также Грэхам Т. Аллисон известен своей критикой политики Джорджа Буша-младшего накануне начала войны в Ираке. Его позиция нашла своё отражение в многочисленных докладах.
18 декабря 2016 г. Аллисон в статье в журнале The National Interest с политологом Д. К. Саймсом призвал к улучшению отношений с Россией. По мнению этих двух авторов, для США более тесные отношения с Россией могут обеспечить контрбалансирование более мощного и уверенного в себе Китая. Они призвали нового Президента США радикально изменить отношение к сирийскому конфликту, больше концентрируясь на поражении «Исламского государства» и «Аль-Каиды», нежели на проблеме Асада. Аллисон и Саймс также поставили вопрос об обеспечении нейтрального статуса Украины. Они призвали США «уважать легитимные интересы русских, живущих в бывшем Советском Союзе». О Президенте России В. В. Путине Аллисон и Саймс писали, что это «сильный, стратегический, прагматический лидер».

## Ловушка Фукидида
Аллисон ввел в оборот термин «ловушка Фукидида» для описания политической ситуации, в которой поводом к войне служит страх существующей могущественной державы перед увеличивающейся мощью соперника. Фукидид в «Истории Пелопоннесской войны» писал: «Истинным поводом к войне (хотя и самым скрытым), по моему убеждению, был страх лакедемонян перед растущим могуществом Афин, что и вынудило их воевать». Термин «ловушка Фукидида» применяется в современной политической аналитике и журналистике для описания международных отношений, например, Китая и США.

## Последующее влияние на общественные науки
Взгляды доктора Грэхама Аллисона стали самым распространенным объяснением того, каким образом принимаются и осуществляются решения в сфере национальной безопасности. Широко признано, что его работы оказали исключительно важное воздействие на анализ решений по вопросам национальной безопасности, а также на политику президентов Соединённых Штатов Америки. Это привело к значительному снижению роли ядерного фактора в мировой политике. Однако всё ещё остаётся опасность применения ядерного оружия террористическими организациями, что позволяет нам сделать вывод о том, что все мы должны объединяться для борьбы с теми, кто считает подобные меры приемлемыми.

## Критика сторонников и противников
Как и у любого политолога, у доктора Аллисона есть свои сторонники и противники. Так А. А. Кокошин, академик РАН, считает, что книга «Ядерный терроризм: Окончательная Предотвратимая Катастрофа» весьма важна и интересна и что в ней «Аллисон обоснованно пишет о том, что в прошлом усилия международного сообщества по нераспространению ядерного оружия были далеко не бесплодны», но всё же говорит, что в его книге лишь мельком упоминается опасность возможного применения экстремистскими организациями ядерного оружия. В целом академик согласен с точкой зрения автора по вопросам взаимодействия ядерных держав. Также деятельность доктора Аллисона получает одобрение со стороны С. К. Ознобищева, директора Института стратегических оценок, профессора МГИМО МИД РФ, в отношении вопроса распространения терроризма по всему миру: «Г. Аллисон предлагает мировым державам серьезно изменить подходы к обеспечению режима ядерного нераспространения. К бывшему американскому министру обороны вовремя не прислушались — итог этого оказался трагичным. Хочется надеяться, что рекомендации Грэма Аллисона — политика и учёного с богатейшим практическим опытом — будут приняты во внимание».
Наиболее известным критиком Грэхама Т. Аллисона является Милтон Фридман, который был не согласен с точкой зрения доктора по нескольким вопросам: он считал, что рациональные теории должны быть сохранены, так как они обеспечивают точное предсказание, что информация, представленная в работах Аллисона слишком обширна, а потому она не удобна в использовании во время кризисов, с чем доктор даже согласился, но не совсем. Также, Джонатан Бендор и Томас Хаммонд указывают на то, что, отвергая модель рационального выбора, Аллисон, фактически, не подверг её должной проверке, а потому его отказ от данной модели выглядит необоснованным. Они подчёркивают, что, «во-первых, рациональность нельзя сводить, как это делает Аллисон, к достижению единственной задачи или цели. Тот факт, что наличие одной или многих целей не является главным фактором при выборе решения, не означает, что он не учитывается при принятии рационального решения. Во-вторых, Бендор и Хаммонд отмечают, что в рамках модели рационального действующего лица Аллисон рассматривает проблемы в один момент времени, тогда как результаты выбора политического решения, даже в период самого острого кризиса, почти обязательно будут иметь какие-то последствия и в дальнейшем. И, наконец, в-третьих, они показывают, что Аллисон не учитывает проблему неопределенности при рациональном выборе». В свою очередь, Б. Чайлдресс и Дж. Ахарт (одобряют) считают, что «успехи в исследовании процесса принятия решений по национальной безопасности приводят к очевидному выводу, что организационно-бюрократические модели политики Аллисона не исчерпывают теоретических объяснений того, кем и чем определяется политика безопасности США». Склоняясь к когнитивной модели в исследовании процесса принятия внешнеполитических решений, указанные авторы в то же время считают, что критика выводов Аллисона нисколько не умаляет проницательности и пользы его работы. Она лишь «побуждает уделять больше внимания роли и влиянию высшего руководителя, принимающего решения».

## Список произведений

### Напечатанные на русском языке
1. Аллисон Г. Сущность решения: Объяснение кубинского ракетного кризиса М., 1971. (переиздана в 1999 году);
2. Аллисон Г., Кимура Х., Саркисов К. От холодной войны к трёхстороннему сотрудничеству в азиатско-тихоокеанском регионе. Сценарии развития новых отношений между Японией, Россией и Соединёнными Штатами ., 1993.
3. Шафритц Д., Хайд А. Классики теории государственного управления: американская школа (статья под названием «Государственный и частный менеджмент: являются ли они похожими по существу во всех второстепенных моментах?») М., 2003.
4. Аллисон Г. Ядерный Терроризм: Окончательная Предотвратимая Катастрофа М., 2004.
5. Аллисон Г. Обречены воевать, 2019.

### На английском языке
1. Allison G. Conceptual Models and the Cuban Missile Crisis
2. Power S., Allison G. Realizing human rights 23.05.2006.
3. Allison G. Could the US and Russia Wind up at War? The Boston Globe, 1999.
4. Allison G. Russia’s 'Loose Nukes': The continuing threat to American security. Harvard Magazine, 2000.